# Vösendorf
Vösendorf je městys v Dolních Rakousích, v okrese Mödling. Sousedí přímo se spolkovým hlavním městem Vídní.

## Historie
Vösendorf stejně jako další místa v okolí trpěl pod druhým tureckým obléháním Vídně, při které byla obec téměř do základu zničena.

## Sousední obce
Na severu je Vídeň, na východě Hennersdorf, na jihovýchodě Biedermannsdorf, na jihu Wiener Neudorf a na jihozápadě Brunn am Gebirge.

## Hospodářství
V minulém století bylo využíváno hliniště na výrobu pálených cihel. Díky blízkosti "Vídeňského statku" byla tam jen krátká vzdálenost.
Hospodářsky nejvýraznějším je bezpochybně „Shopping City Süd“, z největší části ležící na území Vösendorfu.
Také podél vídeňské ulice "Neustädter Straße" místně nazývané jako Triester Straße je velký obchodní dům i s pobočkami.
Markantní je také z daleka viditelná "Pyramide": hotel s průsvitnou střechou ve tvaru pyramidy. Komplex byl zpočátku pod názvem "Eldorado" či "City Club" využíván jako plovárna.
V meziválečném období a po druhé světové válce vznikla na západní straně vídeňské "Neustädter Straße" "Rafinerie Vösendorf".

### Doprava
Obec leží přímo na křižovatce dálnic Südautobahn A2 a Wiener Außenringautobahn A21 s rychlostní silnicí Wiener Außenring Schnellstraße. Vösendorf je také dostupný vídeňskou místní dráhou Badner Bahn.

## Pozoruhodnosti
- Ve Vösendorfu je asi 800 let starý zámek Vösendorf, dodnes provozovaný obcí.
- Mimo muzea v zámku o historii Vösendorfu je zde také "muzeum jízdních kol".

## Vývoj počtu obyvatel
V roce 1971 zde žilo 3781 obyvatel, v roce 1981 3703, 1991 3744, 2001 4899 a v roce 2006 zde žilo 5634 obyvatel.

## Sport
- ASV Vösendorf: v roce 1920 založený fotbalový spolek, který v devadesátých letech postoupil do rakouské spolkové ligy.
- AKH Vösendorf: v roce 1923 založený vzpěračský spolek, v letech 2003-2009 je sedmým mužstvem Rakouska.

## Partnerské obce
- Kindberg v Rakousku
- Roßdorf (bei Darmstadt) v Německu
- Reggello u Florencie v Itálii